# Cromatografia líquida–espectrometria de massa
Cromatografia líquida–espectrometria de massa (CL-EM), ou espectrometria de massa por cromatografia em fase líquida (abreviada na literatura em inglês como LC-MS, de liquid chromatography–mass spectrometry) é uma técnica de química analítica que combina os recursos de separação física de cromatografia líquida (ou CLAE) com os recursos de análise de massa da espectrometria de massa (EM). Os sistemas acoplados de cromatografia - EM são populares na análise química porque os recursos individuais de cada técnica são aprimorados sinergicamente. Enquanto a cromatografia líquida separa misturas com vários componentes, a espectrometria de massa fornece a identidade estrutural dos componentes individuais com alta especificidade molecular e sensibilidade de detecção. Essa técnica em tandem pode ser usada para analisar compostos bioquímicos, orgânicos e inorgânicos comumente encontrados em amostras complexas de origem ambiental e biológica. Portanto, a CL-EM pode ser aplicada em uma ampla gama de setores, incluindo biotecnologia, monitoramento ambiental, nas indústrias processamento de alimentos, farmacêutica, agroquímica e cosmética.
Além dos dispositivos de cromatografia líquida e espectrometria de massa, um sistema CL-EM contém uma interface que transfere eficientemente os componentes separados da coluna CL para a fonte de íons EM. A interface é necessária porque os dispositivos CL e EM são fundamentalmente incompatíveis. Enquanto a fase móvel em um sistema CL é um líquido pressurizado, os analisadores EM geralmente operam sob alto vácuo (aproximadamente 10−6 torr / 10−7 "Hg). Portanto, não é possível bombear diretamente o eluato da coluna CL para a fonte EM. No geral, a interface é uma parte mecanicamente simples do sistema CL-EM que transfere a quantidade máxima de analito, remove uma parte significativa da fase móvel usada na LC e preserva a identidade química dos produtos de cromatografia (quimicamente inerte). Como requisito, a interface não deve interferir com a eficiência ionizante e as condições de vácuo do sistema EM. Atualmente, as interfaces CL-EM mais amplamente aplicadas são baseadas em estratégias de ionização por pressão atmosférica (citado na literatura em inglês com a sigla API, de atmospheric pressure ionization) como ionização por electropulverização (ESI, electrospray ionization), ionização química em pressão atmosférica (APCI, atmospheric-pressure chemical ionization) e foto ionização em pressão atmosférica (APPI, atmospheric pressure photo-ionization).Essas interfaces tornaram-se disponíveis na década de 1990 após um processo de pesquisa e desenvolvimento de duas décadas.